# Ansaldo A.1
L'Ansaldo A.1, successivamente soprannominato Balilla, era un caccia e ricognitore biplano monoposto prodotto dall'azienda italiana Ansaldo negli anni dieci del XX secolo ed utilizzato principalmente dal Corpo Aeronautico Militare, componente aerea del Regio Esercito, durante la prima guerra mondiale.

## Storia del progetto
Primo caccia di progettazione italiana ad entrare in servizio nel corso della prima guerra mondiale, l'A.1 venne portato in volo per la prima volta il 19 marzo del 1917, ma rimase a terra per miglioramenti e modifiche per risolvere le problematiche riscontrate in volo.
Nel novembre dello stesso anno venne sottoposto ad una prolungata serie di collaudi da parte di una commissione composta, tra gli altri, da alcuni dei principali assi dell'aviazione italiana: Francesco Baracca, Fulco Ruffo di Calabria e Pier Ruggero Piccio.
I risultati delle prove di volo testimoniavano di un velivolo dalle buone doti velocistiche. ma carente in quanto a maneggevolezza, che non venne adottato per i reparti del Corpo Aeronautico Militare.
L'Ansaldo decise di apportare alcune modifiche alla struttura del velivolo che venne ripresentato, nel marzo del 1918 con una diversa conformazione dell'ala ed un nuovo motore. Le migliorie apportate convinsero le autorità militari ad acquistare il Balilla (dal nomignolo del patriota genovese Giovan Battista Perasso): prima della conclusione del conflitto furono 166 gli esemplari consegnati (prevalentemente destinati alla difesa territoriale).
Nell'immediato dopoguerra l'Ansaldo, che aveva investito cospicui capitali nella realizzazione degli impianti, cercò acquirenti per l'A.1 anche all'estero, trovando nelle autorità polacche un interlocutore interessato e nella necessità di reperire con urgenza velivoli adatti al combattimento. Nell'estate del 1919 una commissione polacca ordinò la realizzazione di 10 esemplari (dei quali il primo venne consegnato nel gennaio dell'anno successivo) cui fecero seguito altre 25 macchine; venne inoltre acquistata la licenza per la realizzazione del velivolo presso l'azienda Plage i Laśkiewicz di Lublino: era prevista la realizzazione di 100 velivoli, ma la produzione venne sospesa al raggiungimento della cinquantasettesima unità in ragione degli scarsi risultati operativi connessi a problemi di carattere meccanico (sia alla cellula che ai propulsori).
Una fornitura di trenta velivoli venne disposta dalle forze controrivoluzionarie russe, che ne ricevettero diciotto nel mese di aprile del 1922; di questi esemplari dodici risultano essere caduti in mano alle forze Sovietiche ed impiegati fino alla metà del 1928.
L'ultimo acquirente del Balilla fu l'aviazione lettone, che acquistò tredici esemplari nel corso del 1921, mantenendoli successivamente in servizio fino all'inizio degli anni trenta.

## Tecnica
L'Ansaldo A.1 era un biplano dalla struttura in legno; la fusoliera riproponeva la sezione triangolare già sperimentata con successo sui velivoli della famiglia degli S.V.A..
Le due ali, della medesima apertura, erano posizionate parallelamente e collegate tra loro con doppio montante interalare per ciascuna semiala. Nella versione di produzione in serie (A.1bis) la superficie delle ali venne ampliata, mediante l'incremento dell'apertura, al fine di ridurre il valore del carico alare e far acquisire al velivolo la maneggevolezza di cui era risultato carente nelle prime prove valutative. L'impennaggio era un classico monoderiva abbinato a piani orizzontali controventati mentre il carrello era di tipo fisso, ricavato da una semplice struttura tubolare posizionata sotto la fusoliera, con le due ruote anteriori collegate da un asse rigido ed abbinato, posteriormente, ad un pattino d'appoggio ammortizzato.
Il motore era uno SPA 6A, a sei cilindri in linea raffreddato a liquido, in grado di sviluppare la potenza di 220 CV ed azionava un'elica bipala in legno a passo fisso.
L'armamento era costituito da due mitragliatrici FIAT-Revelli Mod. 1914 calibro 6,5 mm oppure (nei modelli esportati) da due Vickers calibro .30 in sparanti, mediante sincronizzatore, attraverso il disco dell'elica.

## Impiego operativo

### Italia

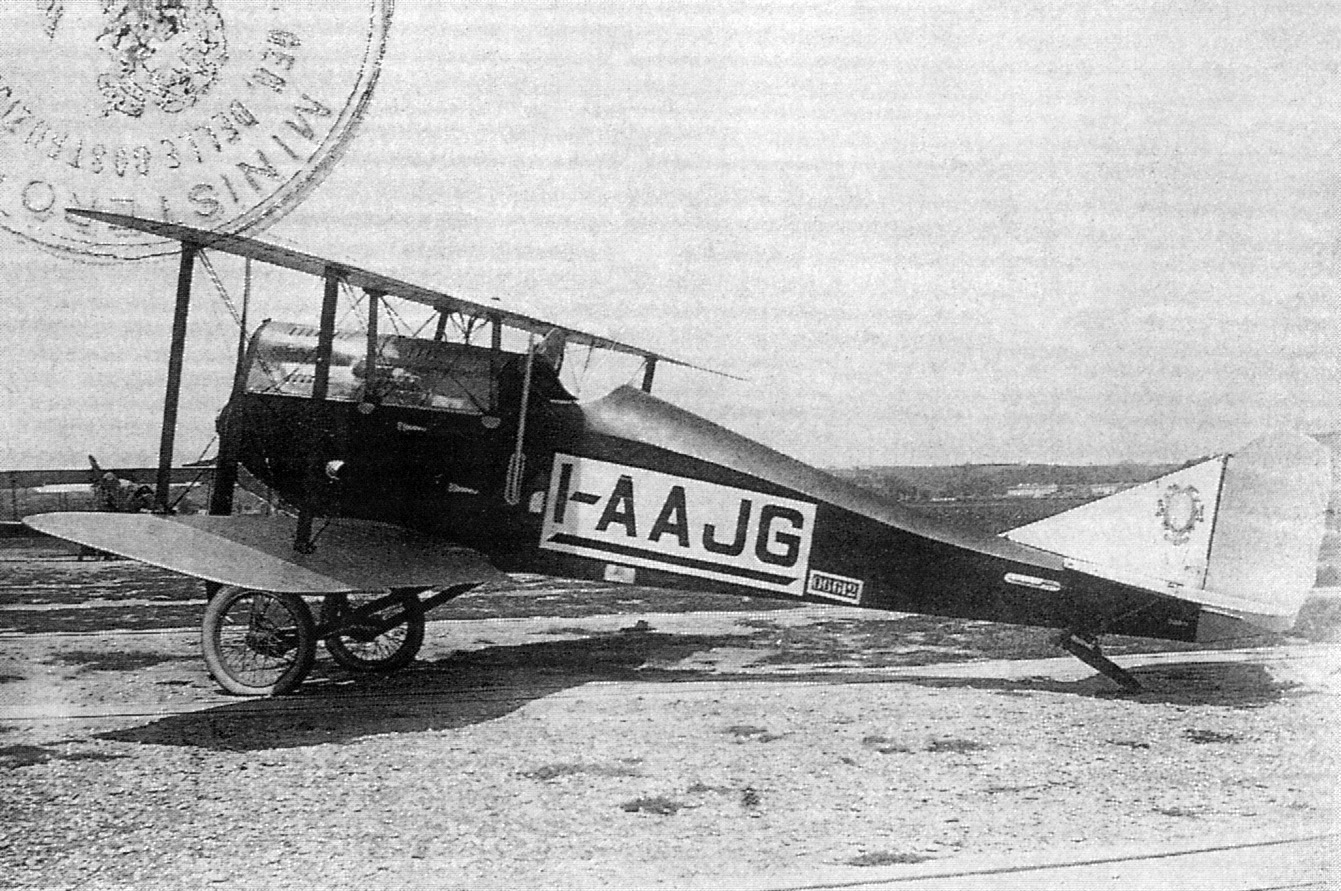
Un Balilla della Compagnia Nazionale Aeronautica

Fu adottato da alcune squadriglie della Corpo Aeronautico Militare, componente aerea del Regio Esercito, entrato in servizio nelle ultime settimane della prima guerra mondiale senza mai rivestire un ruolo particolarmente significativo. 
A metà agosto 1918 arrivano 2 esemplari alla 70ª Squadriglia caccia e l'8 ottobre Leopoldo Eleuteri abbatte un Albatros D.III.
Il 31 ottobre successivo arriva aggregata una sezione con 6 piloti alla 91ª Squadriglia.
Al 4 novembre 1918 un esemplare era in linea nella 82ª Squadriglia.
Nell'immediato dopoguerra la riduzione dei reparti operativi comportò la fine del servizio per molti apparecchi che vennero destinati allo stoccaggio.
Con la costituzione della Regia Aeronautica l'A.1 venne impiegato nelle scuole civili e militari quale addestratore avanzato. Alla fine degli anni venti veniva impiegato alla Scuola di pilotaggio della Compagnia Nazionale Aeronautica sull'aeroporto del Littorio (oggi Aeroporto dell'Urbe), nella terza ed ultima fase, di volo acrobatico, per il conseguimento del brevetto di pilota militare. La prima fase veniva impartita sui SAML/Aviatik B.I (od i suoi derivati SAML S.1 ed S.2, costruiti dalla Società Anonima Meccanica Lombarda), mentre la seconda su Ansaldo S.V.A.10.

### All'estero

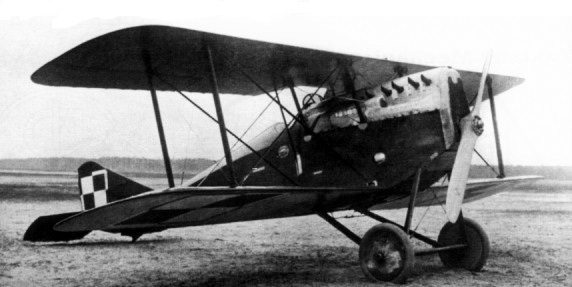
Un Balilla in livrea polacca.

L'impiego nei reparti della polacca Siły Powietrzne vide gli A.1 partecipare a diversi conflitti: all'epoca la Polonia, recentemente ricostituita dopo la guerra (talvolta indicata nella storiografia come Seconda Repubblica di Polonia), era impegnata in una numerosa serie di conflitti (guerra polacco-ucraina, guerra sovietico-polacca e guerra polacco-lituana). I risultati operativi non furono di particolare rilievo e quasi tutti i velivoli furono distrutti o caddero tra le mani del nemico (in particolare delle forze Sovietiche), tra cui la Raboče-Krest'janskij Krasnyj vozdušnyj flot; la medesima sorte toccò, come detto, agli esemplari acquistati dall'Armata Bianca. Al termine dei due conflitti i velivoli catturati agli avversari ed altri trenta ordinati direttamente all'Ansaldo vennero utilizzati dalla VVS nei propri reparti da caccia, per rimanervi fino agli ultimi anni del decennio.
Nel corso del 1919 l'Ansaldo organizzò anche una serie di dimostrazioni sul territorio statunitense, al fine di trovare acquirenti anche oltre oceano. Durante una di queste manifestazioni si verificò un incidente nel quale trovò la morte Giovanni Pirelli (figlio del famoso industriale Giovanni Battista). Il risultato di questa missione commerciale non fu particolarmente positivo e, sebbene alcuni velivoli siano stati venduti a privati (che li impiegarono prevalentemente in competizioni aeronautiche in virtù delle loro doti velocistiche, talvolta dotati di motori Curtiss), non si ebbe alcun riscontro in termini di contratti.
Maggior fortuna avrebbero avuto missioni commerciali rivolte ai paesi dell'America Latina: secondo una delle fonti reperite, due furono gli esemplari acquistati dall'Uruguay e dal Perù, mentre diversi sarebbero stati acquistati dal Messico.
Infine la Grecia, all'epoca impegnata nella guerra contro la Turchia, risulterebbe aver impiegato otto esemplari catturati su una nave da trasporto italiana destinata alla Turchia.

## Versioni
- A.1: primo prototipo; si tratta del velivolo impiegato nelle prime prove di valutazione tenutesi nell'autunno del 1917. Sottoposto a modifiche in ragione dei risultati poco brillanti, venne poi ribattezzato A.1bis.
- A.1bis: unica versione di produzione in serie; venne realizzata in circa 250 esemplari nelle officine dell'Ansaldo ed in 57 presso quelle della polacca Plage i Laśkiewicz.

## Utilizzatori
Grecia
- Vasilikó Nautikó (fino al 1924)
- Polemikó Nautikó (dopo il 1924)

operò nella componente aerea della marina militare greca con 8 esemplari dal 1924.
 Italia
- Corpo Aeronautico Militare del Regio Esercito
- Regia Aeronautica

 Lettonia
- Latvijas Gaisa Spēki

 Messico
- Fuerza Aérea Mexicana

operò con almeno un esemplare dal 1921 al 1923.
 Polonia
- Siły Powietrzne

operò sia con esemplari acquistati in Italia che con esemplari di produzione locale costruiti dalla Plage i Laśkiewicz (PiL).
 RSFS Russa
- Raboče-Krest'janskij Krasnyj vozdušnyj flot

 Unione Sovietica
- Sovetskie Voenno-vozdušnye sily

## Esemplari attualmente esistenti
Sono solo due gli esemplari originali arrivati integri ai nostri giorni, il primo, matricola A1 16552, utilizzato durante la guerra da Natale Palli ed ora in esposizione presso il Museo dell'aeronautica Gianni Caproni di Trento.
Il secondo, matricola A1 16553, appartenuto ad Antonio Locatelli, fino al febbraio 2006 conservato al Museo delle Storie di Bergamo nella sala a lui dedicata e da allora esposto al Museo del Falegname Tino Sana di Almenno San Bartolomeo.
Oltre ai due citati presso l'Old Rhinebeck Aerodrome, sito in Rhinebeck, NY, è custodita una replica realizzata, intorno ad un motore originale Isotta Fraschini V.4, a partire dal 1992 da Andy Keefe.